# New York Post
Die New York Post (von 1801 bis 1934 New-York Evening Post) ist eine konservative Boulevardzeitung aus New York und eine der ältesten Tageszeitungen der USA. Sie wird heute von der mit Rupert Murdoch assoziierten News Corp. herausgegeben.
Mit einer gedruckten Auflage von ca. 300.000 Exemplaren lag sie 2013 auf Platz sieben der Tageszeitungen in den Vereinigten Staaten, hinter The Wall Street Journal, The New York Times, USA Today, Los Angeles Times, New York Daily News und Washington Post. Im Jahr 2022 hatte sie eine gedruckte Auflage von 146.649 Exemplaren und war damit die viertgrößte Tageszeitung der USA.

## Vorgeschichte
Nach dem Ende des Amerikanischen Unabhängigkeitskriegs und dem Beginn des Aufbaus der noch jungen Vereinigten Staaten von Amerika durch die Föderalisten kam es zu einem Umbruch, als am 4. März 1801 Thomas Jefferson zum Präsidenten gewählt worden war. Der Kongress bestand nun überwiegend aus Anhängern der Demokratisch-Republikanischen Partei. Bei den Wahlen zu den Staatsparlamenten hatte sich in Albany der Demokrat George Clinton durchgesetzt. Damit hatten diese nun die Kontrolle über alle wichtigen Gremien, wie das Gouverneursamt, die Legislative und den Ernennungsrat. Die Föderalisten fürchteten, dass diese Regierung den Ruin des Staates und der ganzen Nation herbeiführen würden, ebenso eine Verschwendung öffentlicher Gelder und neu aufflammende Aggressionen der Staaten gegen eine schwache Zentralregierung. Die Mehrheit der Stadtbewohner New Yorks bestand aus Föderalisten. Der bisher für die Belange der Stadt zuständige William Coleman musste die Amtsgeschäfte an John McKesson abtreten. Der Politiker und Gründer der Föderalistischen Partei Alexander Hamilton und seine Mitstreiter waren daher überzeugt, dass ihnen eine eigene Plattform fehlte, auf der sie ihre eigenen Meinungen darstellen konnten. Das erforderte die Gründung und Herausgabe einer neuen Zeitung.

## New-York Evening Post
Die Zeitung wurde am Ende des Jahres 1801 von Hamilton, einem der Gründerväter der USA, und einigen Investoren aus den Reihen der Föderalisten unter dem Namen New-York Evening Post gegründet. Zuvor hatte Hamilton bereits seit April Investoren für dieses Unternehmen gesucht. Als ersten Herausgeber wählten die Gründer der neuen Zeitung William Coleman, einen jungen Anwalt aus Greenfield, Massachusetts. Dieser hatte zwei Jahre im Massachusetts House gedient, einen Ehrentitel vom Dartmouth College und war ihnen von Robert Treat Paine (Unterzeichner der Unabhängigkeitserklärung und Richter am Obersten Gerichtshof von Massachusetts) wärmstens empfohlen worden. Die Zeitung erschien erstmals am 16. November 1801. Von da an täglich (außer sonntags) als Abendausgabe in einer Auflage von insgesamt 9412 Stück bis zum 16. Oktober 1832. Gedruckt wurde sie bei Michael Burnham. Bis 1829 war Coleman der Herausgeber, in den Jahren 1829 bis 1832 übernahm diese Aufgabe William Cullen Bryant. 1831 wurde der Schriftsteller William Leggett Miteigentümer der Zeitung und war 1834 bis 1835 auch Mitherausgeber. Zusätzlich zu den täglichen Ausgaben wurden halbwöchentlich der New-York herald (1802–1817) und eine Country Edition der New-York evening post (1817–1832) publiziert.

## The Evening Post
1832 wurde der Name zunächst auf The Evening Post geändert und bis 1920 herausgegeben. Sie erschien vom 17. Oktober 1832 mit der Nr. 9413 bis zum 3. Januar 1842 mit der Nr. 12115. Danach folgte eine neue Nummerierung. Vom 5. Januar 1842 Nr. 1 bis zum 15. November 1920 mit Nr. 307. Von 1849 bis 1861 war John Bigelow deren Mitherausgeber und Miteigentümer. 1881 übernahm Henry Villard die Redaktion der Evening Post. Zugleich wurde The Nation als wöchentliche Ausgabe der Post publiziert. Im Jahr 1883 übernahm Edwin Lawrence Godkin die Herausgabe. Von 1899 bis 1903 war Horace White der Chefredakteur. 1897 ging die Geschäftsführung beider Zeitungen auf Oswald Garrison Villard über. Villard verkaufte die Zeitung 1918 an Thomas Willian Lamont,Thomas Willian Lamont. In: Encyclopædia Britannica. Abgerufen am 8. November 2020 (englisch). der die Verluste der Zeitung nicht einzudämmen vermochte und sie schließlich mit Verlust an ein Konsortium unter der Leitung von Edwin Francis Gay verkaufte.

## New York Post
Seit April 1934 erscheint die Zeitung unter dem Titel New York Post. Seit 1998 gibt es auch ein Onlineangebot.
Zu Zeiten von Dorothy Schiff, die fast vier Jahrzehnte lang Verlegerin der Zeitung war, hatte diese eine liberale Ausrichtung. 1977 wurde sie von Rupert Murdochs News Corporation gekauft und bald wie alle seine Blätter auf einen konservativen Kurs gebracht. Patriotismus und ähnliche Themen werden betont. Einer der bekanntesten Redakteure der Post ist John Podhoretz, der Sohn des neokonservativen Publizisten Norman Podhoretz.
1988 bis 1993 musste Murdoch die Zeitung vorübergehend abgeben, da der gleichzeitige Besitz diverser Medieninteressen damals noch beschränkt war.
Die Auflage der New York Post wuchs nicht zuletzt dank des Kampfpreises von 25 US-Cents (2000 von 50 Cents halbiert) bis ca. 2007 auf rund 700.000 Exemplare und sinkt seitdem stetig. 2020 war die Auflage 426.000; damit war die Zeitung die viertgrößte in den USA.
Twitter und Facebook blockierten kurz vor der Präsidentschaftswahl in den Vereinigten Staaten 2020 einen kritischen Artikel im Oktober 2020 über Hunter Biden, den Sohn des Präsidentschaftskandidaten Joseph Biden, und dessen Ukraine-Verbindungen, der auf angeblichen gehackten E-Mails basierte.
Die Republikaner im Senat kündigten daraufhin an, Twitter-Chef Jack Dorsey zu einer Anhörung vor dem Senatsausschuss für Verfassungsangelegenheiten vorzuladen.
2021 veröffentlichte die New York Post einen Bericht, nach dem Flüchtlinge an der Südgrenze der USA angeblich Willkommenspakete mit einem von Kamala Harris entworfenen Kinderbuch erhalten würden. Der Bericht stellte sich später als erfunden heraus und die verantwortliche Journalistin kündigte mit der Begründung, sie sei gegen ihren Willen von der Redaktion gezwungen worden, den Artikel zu verfassen.

## Publikationen (Auswahl)
- New York Evening Post. New York 1801 bis 1832.
- New York Herald. New York 1802 bis 1817.
- New York Evening Post for the country. New York 1817 bis 1832.
- The Evening Post New York 1832 bis 1920
- Evening Post for the Country. New York 1840 bis 1850
- War gazetteer. New York 1914.
- The literary Review. New York 1920 bis 1927.
- Gertrude A. Barber: Deaths taken from the New York Evening Post, from November 16, 1801 to May 22, 1822. 4 Bände. Genealogical Society of Utah, Salt Lake City 1971.
- Antonia Felix et al.: The Post’s New York: celebrating 200 years of New York City through the pages and pictures of the New York post. ISBN 0-06-621135-2, 2001.